# Alcudia de Monteagud
Alcudia de Monteagud là một đô thị thuộc tỉnh Almería, Tây Ban Nha. Đô thị này có diện tích 15kilômét vuông, dân số năm 2005 là 158 người.

## Biến động dân số
| 1999 | 2000 | 2001 | 2002 | 2003 | 2004 | 2005 |
| ---- | ---- | ---- | ---- | ---- | ---- | ---- |
| 194  | 209  | 193  | 190  | 152  | 166  | 158  |

Nguồn: INE (Tây Ban Nha)